# مصطفي أوكي
مصطفي أوكي هو سياسي تركي، ولد في 22 مارس 1925 في صاروخانلي في تركيا، وتوفي في 5 يناير 2009 في إزمير في تركيا. نشط حزبياً في حزب الشعب الجمهوري. وقد انتخب عضو في البرلمان التركي.